# الیزابتا سامارا
الیزابتا سامارا (انگلیسی: Elizabeta Samara؛ زادهٔ ۱۵ آوریل ۱۹۸۹) یک بازیکن تنیس روی میز اهل رومانی است.
وی در مسابقات کشوری و بین‌المللی در مجموع برنده ۵ مدال طلا، ۳ مدال نقره، ۲ مدال برنز شده‌است.